# باديس (فلم)
باديس فيلم مغربي من إنتاج سنة 1989 للمخرج محمد عبد الرحمن التازي، وبطولة كل من جيلالي فرحاتي وماريبل بيردو والبشير السكيرج وآخرون.

## القصة
تدور أحداث الفيلم بشبه جزيرة باديس الموجودة بالتراب المغربي والتي احتلها الإسبان منذ القرن السادس عشر وجعلوها تحت إمرتهم، وحول قصة مدرس انتقل لباديس قادما من مدينة الدار البيضاء وسط مشاكل وشكوك تربطه بزوجته.

## روابط خارجية
- مقالات تستعمل روابط فنية بلا صلة مع ويكي بيانات